# Pembroke (Geórgia)
Pembroke é uma cidade localizada no estado americano de Geórgia, no Condado de Bryan.

## Demografia
Segundo o censo americano de 2000, a sua população era de 2379 habitantes.
Em 2006, foi estimada uma população de 2499, um aumento de 120 (5.0%).

## Geografia
De acordo com o United States Census Bureau tem uma área de 19,7 km², dos quais 19,7 km² cobertos por terra e 0,0 km² cobertos por água.

## Localidades na vizinhança
O diagrama seguinte representa as localidades num raio de 32 km ao redor de Pembroke.